# Kingdom Hearts 358/2 Days
Kingdom Hearts 358/2 Days er et action-RPG computerspil lavet af Square Enix og h.a.n.d. til Nintendo DS. Det er det femte spil i Kingdom Hearts-serien, hvis handling finder sted lige efter det første spil og fører videre til Kingdom Hearts: Chain of Memories. Spillet udkom i 2009 (9. Oktober for EU).
Man følger Roxas. En dreng som er medlem i Organization XIII og er venner med en anden medlem: Axel. Der kommer en ny medlem ved navn Xion og de bliver rigtig gode venner.
Spillet blev lavet af Tetsuya Nomura med hjælp af Tomohiro Hasegawa. Nomura ville lave et spil til Nintendo DS og da de havde valgt et sytem og sagt at Roxas skulle være hovedpersonen focuserede de på gameplay. De ville have at det blev ligesom de andre spil i serien men det var et problem fordi at Nintendo DS ikke havde mange knapper som man kunne bruge til at spille med. Efter dens udkom fik spillet en masse god kritikerne pga. gameplay, grafik og også historien som den følger. Der er blevet lavet manga og noveller af spillet og der udkom også en soundtrack til den i Japan.